# Sich 2
Sich 2 (vertaald: uil) is een Oekraïense observatiesatelliet, gelanceerd in 2011 en maakt deel uit van het Sich-programma.

## Gebruiksdoelen
Oekraïne gebruikte Sich 2 voor:
- plannen van woningbouw
- overzicht van agrarische gebieden en watervoorraden
- onderzoek naar ionosfeer
- ondersteuning bij en voorspelling van natuurrampen

De verwachte levensduur bedroeg vijf jaar.

## Bouw

### Beperkte financiële middelen
Met het uiteenvallen van de Sovjet-Unie verdwenen tevens de grote budgetten die de voormalige supermacht reserveerde voor ruimtevaart. Dergelijke forse bedragen kon Oekraïne onmogelijk opbrengen; het beperkte dus de uitgaven met de lancering van een minisatelliet. Het Staatsontwerpbureau maakte een ontwerp voor een satelliet met een maximum massa van 200 kg, die in een relatief lage baan van 500 tot 700 rond de Aarde cirkelde. Het toestel werd, in samenwerking met andere bedrijven, gebouwd door de Yuzhny machinefabriek. Deze kunstmatige satelliet was een relatief goedkope minisatelliet met een bescheiden massa van 176 kg (volgens NASA 169 kg), ter vervanging van verouderde satellieten uit de Sovjet-Unie. Sich 2 was gebaseerd op een andere, Egyptische minikunstmaan, Egyptsat 1 (100 kg). Sich 2 kende een moeizame start. Oorspronkelijk opgestart in de negentiger jaren, had geldgebrek voortdurend uitstel tot gevolg.

### Modulaire opbouw
Dit type ruimtevaartuig (MS-2-8, minisatelliet 2) kon door gebruik van modules voor verschillende missies worden uitgerust. De basiseenheid verwerkte de diverse inkomende gegevens en bestond uit boordcomputer, standregeling, navigatie (middels GPS), communicatie en telemetrie, elektriciteitsvoorziening, klimaatbeheersing en (indien noodzakelijk) voortstuwing. De romp bestond uit drie lagen met een honingraatstructuur. Wetenschappelijke apparatuur kon zowel binnen als aan de buitenkant worden bevestigd. De binnenzijde bood ± 70 dm³ (of 70 liter) ruimte; aan de buitenzijde was 50 dm³ beschikbaar.

### Energie
De GaAs zonnecellen van de vier zonnepanelen leverden stroom aan een NiCd accu; het gemiddeld opgewekt vermogen bedroeg minimaal 90 W. Hiervan was 30 W bestemd voor de nuttige lading. In het zonlicht kon gedurende vijf minuten een piekvermogen van ~ 405 W worden geleverd. Met uitgeklapte panelen bedroegen de afmetingen van deze kunstmaan 2,38 m x 2,38 m x 1,12 m.

### Instrumenten
- MBEI (Multi-Band Earth Imager) deed waarnemingen in zichtbaar en nabij-infrarood licht (510 tot 900 nm). Het had een massa van 26 kg, verbruikte 50 W en de maximale resolutie bedroeg 8,2 m. MBEI kon tot 35° van nadir worden gericht.
- IREI (Infra-Red Earth Imager) functioneerde op golflengtes van 1550 tot 1700 nm. Met een massa van 14 kg en een vermogen van 18 W was deze lichter en zuiniger; dit ging ten koste van de maximale resolutie die 41,4 m bedroeg. IREI kon eveneens tot 35° van nadir worden gericht.
- Potential nam neutrale en geladen deeltjes in de ionosfeer waar.

De totale nuttige lading had een massa van 58 kg. Opnames verzond het ruimtevaartuig met een bitrate van 30,72 Mbps op 8246,56 MHz.

## Vluchtverloop
De Sich 2 werd gelanceerd op 17 augustus 2011 om 7.12 uur UTC met een Dnepr draagraket vanaf kosmodroom Yasny (gelegen in Oblast Orenburg). Verantwoordelijk uitvoerder was ISC Kosmotras. De Dnepr is een afgeleide van de R-36 ICBM en bracht vaak (ook nu) meerdere kunstmanen tegelijk in een baan rond de Aarde. Kort na de geslaagde lancering zocht de vluchtleiding in Jevpatorija contact met het vaartuig. Alles functioneerde naar behoren. Op 25 augustus seinde Sich 2 de eerste foto naar de grond en doorliep de eerste tests voorspoedig. Na 10 oktober onderging het verdere testen en vanaf 9 december startten de wetenschappelijke waarnemingen. Een jaar na lancering had de kunstmaan een bodemoppervlak ter grootte van 4,5 miljoen km² gefotografeerd.
De missie eindigde vroegtijdig; oorzaak was een defecte accu. Op 12 december 2012 verloor de vluchtleiding daarom het radiocontact. Omdat Sich 2 er zo vroeg mee ophield, ontving Oekraïne ter compensatie een schadevergoeding van 790.000 grivna.

## Trivia
Voor zo'n kleine kunstmaan geeft Sich 2 een sterke radarecho. De RCS (Radar Cross Section) bedraagt 1,0411 m²; een waarde boven 1,0 geldt als hoog.